# Stryphnodendron
O barbatimão (Stryphnodendron) constitui um género botânico pertencente à família Fabaceae.
Trata-se de um género reconhecido pelo sistema de classificação filogenética Angiosperm Phylogeny Website.

## Espécies
Segundo o The Plant List, o género tem 45 espécies descritas das quais apenas 24 são aceites:
- Stryphnodendron adstringens (Mart.) Coville
- Stryphnodendron consimile Martins
- Stryphnodendron coriaceum Benth.
- Stryphnodendron cristalinae Rizzini & A.Mattos
- Stryphnodendron duckeanum Occhioni
- Stryphnodendron fissuratum Martins
- Stryphnodendron flammatum Kleinhoonte
- Stryphnodendron foreroi Martins
- Stryphnodendron goyazense Taub.
- Stryphnodendron guianense (Aubl.) Benth.
- Stryphnodendron levelii Cowan
- Stryphnodendron microstachyum Poepp.
- Stryphnodendron moricolor Barneby & J.W.Grimes
- Stryphnodendron obovatum Benth.
- Stryphnodendron occhionianum Martins
- Stryphnodendron paniculatum Poepp.
- Stryphnodendron piptadenioides Martins
- Stryphnodendron polyphyllum Mart.
- Stryphnodendron polystachyum (Miq.) Kleinhoonte
- Stryphnodendron porcatum D.A.Neill & Occhioni f.
- Stryphnodendron pulcherrimum (Willd.) Hochr.
- Stryphnodendron racemiferum (Ducke) W.A.Rodrigues
- Stryphnodendron rizzinianum Martins
- Stryphnodendron rotundifolium Mart.